# Paralomis africana
Paralomis africana is een tienpotigensoort uit de familie van de Lithodidae. De wetenschappelijke naam van de soort is voor het eerst geldig gepubliceerd in 1982 door Macpherson.